# Orianos
Orianos is een geslacht van vliesvleugeligen uit de familie Encyrtidae. De wetenschappelijke naam van dit geslacht is voor het eerst geldig gepubliceerd in 1990 door Noyes.

## Soorten
Het geslacht Orianos is monotypisch en omvat slechts de volgende soort:
- Orianos brazai Noyes, 1990